# Laurentius Petri
Laurentius Petri, švedski luteranski nadškof, * 1499, Örebro, † 26. oktober 1573.
Bil je prvi luteranski nadškof na Švedskem.